# FinePix

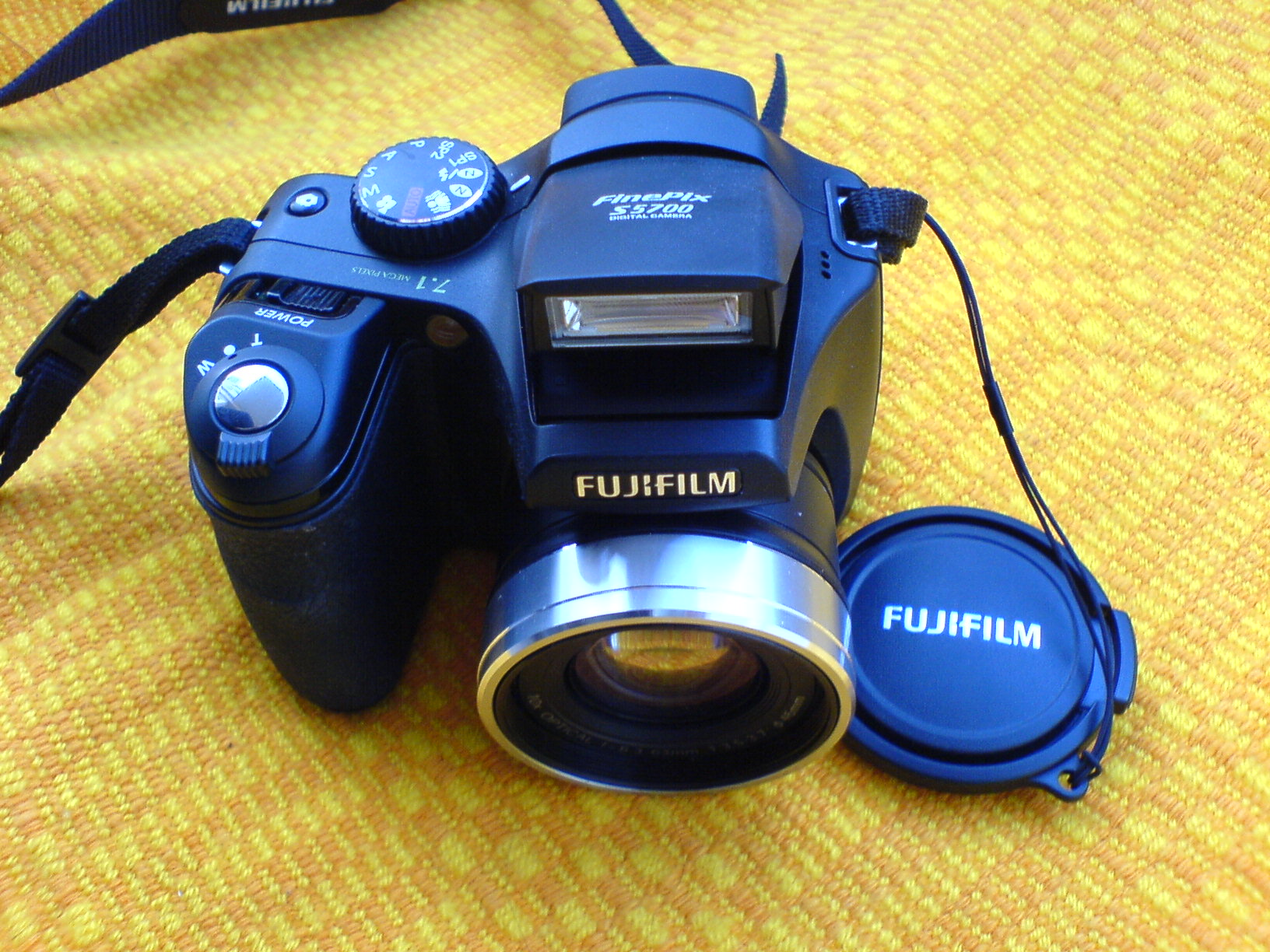
Sample FinePix Camera (Fujifilm FinePix S5700)

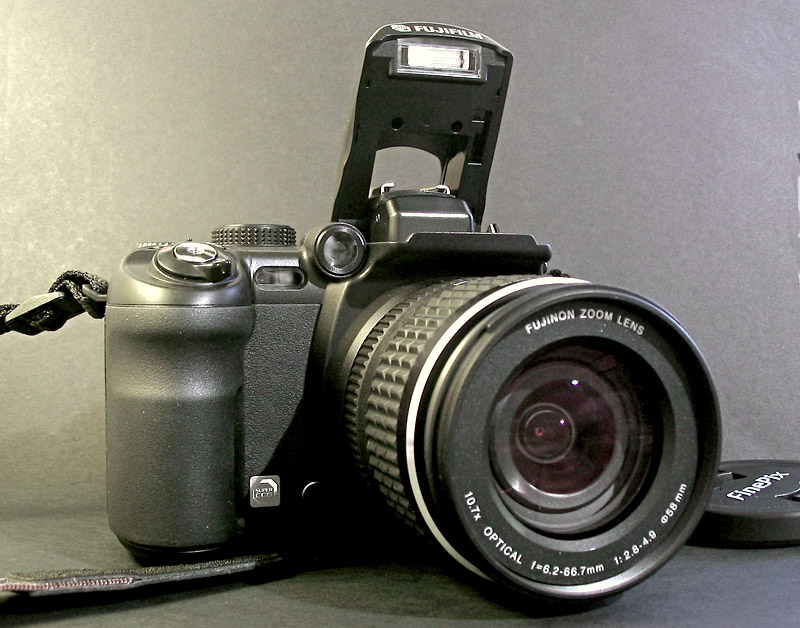
Sample FinePix Camera (FinePix S9000)

FinePix è il nome usato da Fujifilm per commercializzare le sue fotocamere digitali.
I primi modelli di solito usavano memorie flash di tipo SmartMedia; dal 2002 Fujifilm e Olympus hanno spesso usato xD-Picture Card.

## Modelli

### Serie A
Fotocamere digitali compatte Entry-level.
- FinePix A101
- FinePix A120
- FinePix A200/FinePix A202
- FinePix A201
- FinePix A203
- FinePix A204
- FinePix A205/FinePix A205s
- FinePix A210
- FinePix A303
- FinePix A310
- FinePix A330
- FinePix A340
- FinePix A345
- FinePix A350
- FinePix A360
- FinePix A400
- FinePix A403
- FinePix A500
- FinePix A600
- FinePix A700
- FinePix A900

### Serie E
Fotocamere compatte digitali medie.
- FinePix E500
- FinePix E510
- FinePix E550
- FinePix E900

### Serie F
Fotocamere compatte digitali avanzate.
- FinePix F10
- FinePix F11
- FinePix F20
- FinePix F401
- FinePix F402
- FinePix F410
- FinePix F420
- FinePix F440
- FinePix F450
- FinePix F455
- FinePix F470
- FinePix F601 Zoom (le predecessori erano la FinePix 4800 e la FinePix 6800)
- FinePix F610
- FinePix F650
- FinePix F700
- FinePix F710
- FinePix F810
- FinePix F30
- FinePix F31fd
- FinePix F40fd
- FinePix F47fd
- FinePix F50fd
- FinePix F100fd
- FinePix F60fd
- FinePix F200EXR
- FinePix F70EXR
- FinePix F80EXR
- FinePix F300EXR
- FinePix F550EXR

### Serie M
Ibrido tra fotocamera e videocamera digitale.
- FinePix M603

### Serie S-Pro
Queste fotocamere reflex-digitali a lente unica sono basate su un corpo Nikon e prevedono lenti F-Mount (ad es. Nikkor).
- FinePix S1 Pro
- FinePix S2 Pro
- FinePix S3 Pro
- FinePix S5 Pro, introdotta il 25 settembre 2006

### Serie HS
Fotocamere digitali ad altissime prestazioni con lenti ed ottiche Fujinon.
- FinePix HS20
- FinePix HS25 (come la HS-30, ma alimentabile sia con batterie AA alcaline o ricaricabili, sia con batterie ai polimeri)
- FinePix HS30 (come la HS-25, ma alimentabile solo con pacco batterie ai polimeri)

### Serie S
Fotocamere bridge.
- FinePix S20 Pro
- FinePix S304 (FinePix 3800)
- FinePix S3000
- FinePix S3100
- FinePix S3500
- FinePix S4000
- FinePix S5000
- FinePix S5100/FinePix S5500
- FinePix S5200
- FinePix S5600
- FinePix S5700
- FinePix S5800
- FinePix S602 Zoom
- FinePix S6500fd
- FinePix S7000
- FinePix S8000
- FinePix S9000/FinePix S9500
- FinePix S9100/FinePix S9600

### Serie V
Fotocamere digitali ultra compatte con lente zoom retraibile standard.
- FinePix V10

### Serie X
- FinePix X100
- FinePix X10

### Serie Z
Fotocamere digitali ultra compatte con lente periscopica.
- FinePix Z1
- FinePix Z2
- FinePix Z3

## Vecchi modelli FinePix
Le fotocamere Fujifilm's erano originariamente identificate numericamente. I modelli denominati con nomi alfanumerici erano apparsi nel 2001, nel 2002 e 2003 lo schema di denominazione era passato al sistema visto sopra.

### Entry-level
- FinePix 1300
- FinePix 1400
- FinePix 2300
- FinePix 2400
- FinePix 2600
- FinePix 2650 (aka FinePix A204) (seguita dalla A210)

### Large-zoom
- FinePix 2800 Zoom
- FinePix 3800 (aka FinePix S304) (seguita dalla S3000)

### MP3-capable
- FinePix 30i
- FinePix 40i
- FinePix 50i (non più in produzione)

### Media-gamma
- FinePix 4700 Zoom
- FinePix 4800 Zoom
- FinePix 4900 Zoom
- FinePix 6800 Zoom (seguita dalla F601 Zoom)

### Fotocamera bridge
- FinePix 6900 Zoom (seguita dalla S602 Zoom)